# روباه پرنده رنل
روباه پرنده رنل (نام علمی: Pteropus rennelli) نام یک گونه از سرده روباه پرنده است.